# Maria-Magdalenenkapelle (St. Wendel)

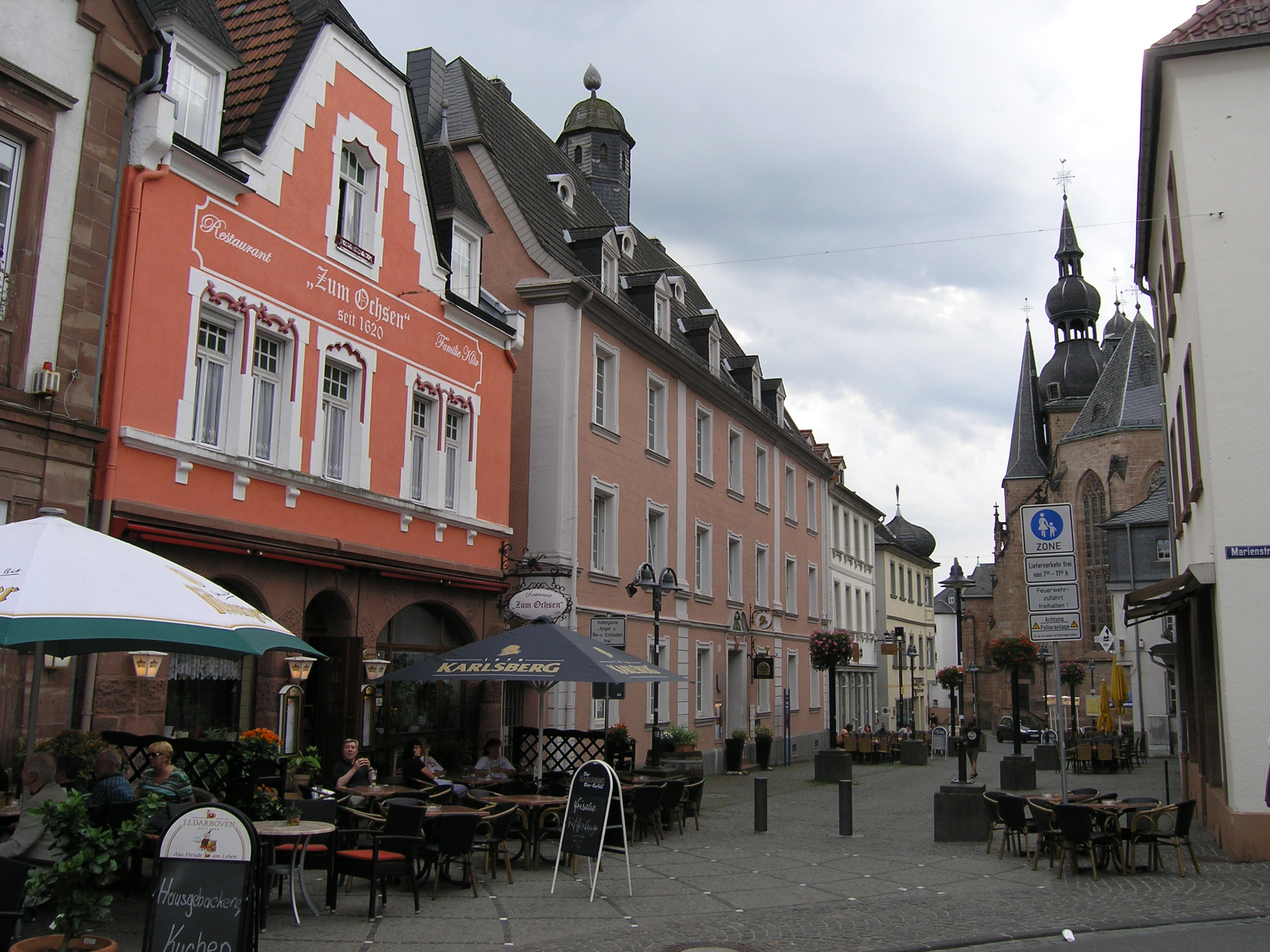
St. Wendeler Altstadt mit Basilika und Nordfront der Magdalenenkapelle (links mit Türmchen, rosa Anstrich)

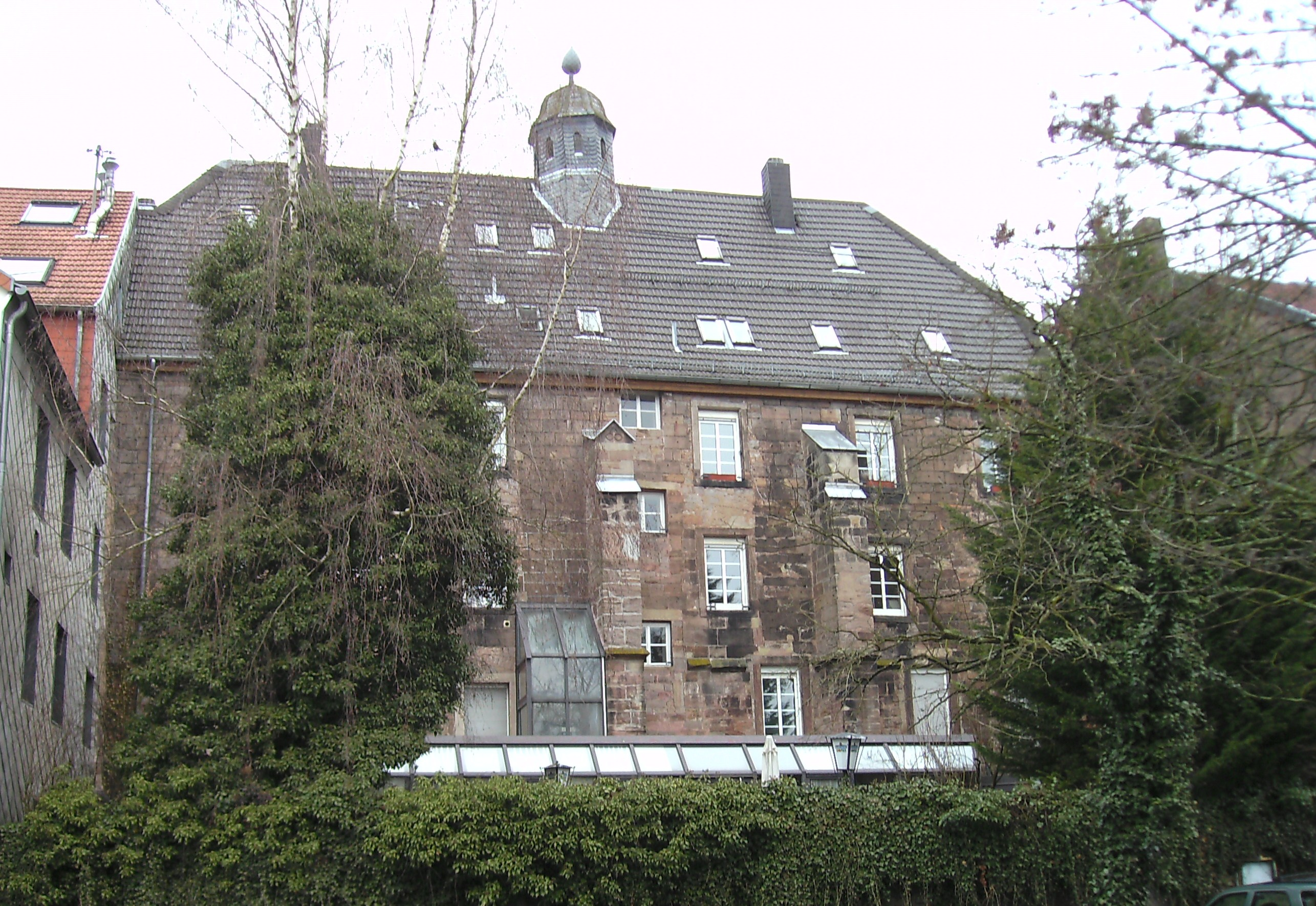
Südseite der Magdalenenkapelle

Die Maria-Magdalenenkapelle (Volksmund: Magdalenenkapelle) gilt als ältestes Gebäude der nordsaarländischen Stadt St. Wendel und wurde ursprünglich im gotischen Stil errichtet.

## Geschichte
Das genaue Erbauungsdatum der Magdalenenkapelle ist nicht bekannt. Erstmals urkundlich erwähnt wurde die Kapelle am 23. September 1318 in einem Ablassbrief eines Generalvikars des Metzer Domkapitels namens Daniel. St. Wendel gehörte seinerzeit noch zum Bistum Metz. Allerdings dürfte die Kapelle damals bereits lange Jahre bestanden haben, da aus einer Urkunde von 1343 der Status einer Priesterkirche ersichtlich ist. Die nachweisbare Faktenlage ist sehr dürftig, aber die wenigen Fakten deuten darauf hin, dass die Kapelle eine interimistische Grablege des Heiligen Wendelin war. Als man die ursprüngliche, ältere Wendalinusbasilika umbaute, wurden die dort in einem Erdgrab bestatteten Gebeine des Heiligen in die Magdalenenkapelle umgebettet. Dort ruhten sie in einem Steinsarg in einer Bodenvertiefung, über die man eine künstlerisch hochwertige, reich verzierte Tumba baute. Bei der Rückführung der Gebeine in die umgebaute Pfarrkirche verblieb die Tumba in der Kapelle. In der Folgezeit wurden bei besonderen Anlässen in Erinnerung an die zwischenzeitliche Grabstätte St. Wendelins Prozessionen mit den Gebeinen des Heiligen von der Pfarrkirche zur Magdalenenkapelle durchgeführt.
Da die Kapelle bereits einen längeren Zeitraum vor 1318 als Priesterkirche bestand, dürfte sie auch sowohl mit einem Altar wie auch mit Reliquien ausgestattet gewesen sein. Beides ist jedoch heute nicht mehr nachweisbar. Belegt ist hingegen die Einweihung der Kirche zu Ehren der Heiligen Maria Magdalena durch den Metzer Weihbischof Sybertus am 26. Mai 1359. Weitere Ausstattungen erfuhr die Kapelle am 2. Februar 1405 durch die die Einweihung einer Krypta in ihrem Kellergewölbe. Der neu gestiftete dortige Altar war dem Erzengel Michael, dem Apostel Matthäus sowie den Heiligen Anna und Elisabeth geweiht. Weiterhin wurde an diesem Datum ein Friedhof hinter der Kapelle eingeweiht. Im März 1515 brach ein Großfeuer in St. Wendel aus, dem mit anderen 32 Fachwerkhäusern auch die Magdalenenkapelle zum Opfer fiel. In den Folgejahren wurde sie wieder aufgebaut. Im Jahr 1589 folgte ein weiterer Brand, der auch die Kapelle in Mitleidenschaft zog.
Mitte des 15. Jahrhunderts erfuhr die Kapelle eine Zäsur: sie wurde ab diesem Zeitpunkt „Wendelskapelle“ genannt. Dies dürfte auf einen neuen Zuschnitt der seinerzeitigen Bistümer zurückzuführen sein. St. Wendel wurde aus dem Metzer Bistum ausgegliedert und dem Bistum Trier zugeordnet, in dem der Heilige Wendelin stärker verehrt wurde.
1677 wurde die Stadt St. Wendel von den Franzosen planmäßig zerstört, wobei kein Nachweis über das Schicksal der Magdalenenkapelle existiert. 1703 lagen wiederum französische Truppen in der Stadt und belegten in der Kapelle Quartier. Allerdings wurden in diesen Zeiten der „Fremdnutzung“ immer noch sakrale Handlungen (Messen) vorgenommen. Der letzte Altarist verließ 1791 die Kapelle. Erst ab dem Jahr 1794, im Gefolge der Französischen Revolution, wurde die Glocke entfernt und das Gebäude anderweitig genutzt.

## Profanierung

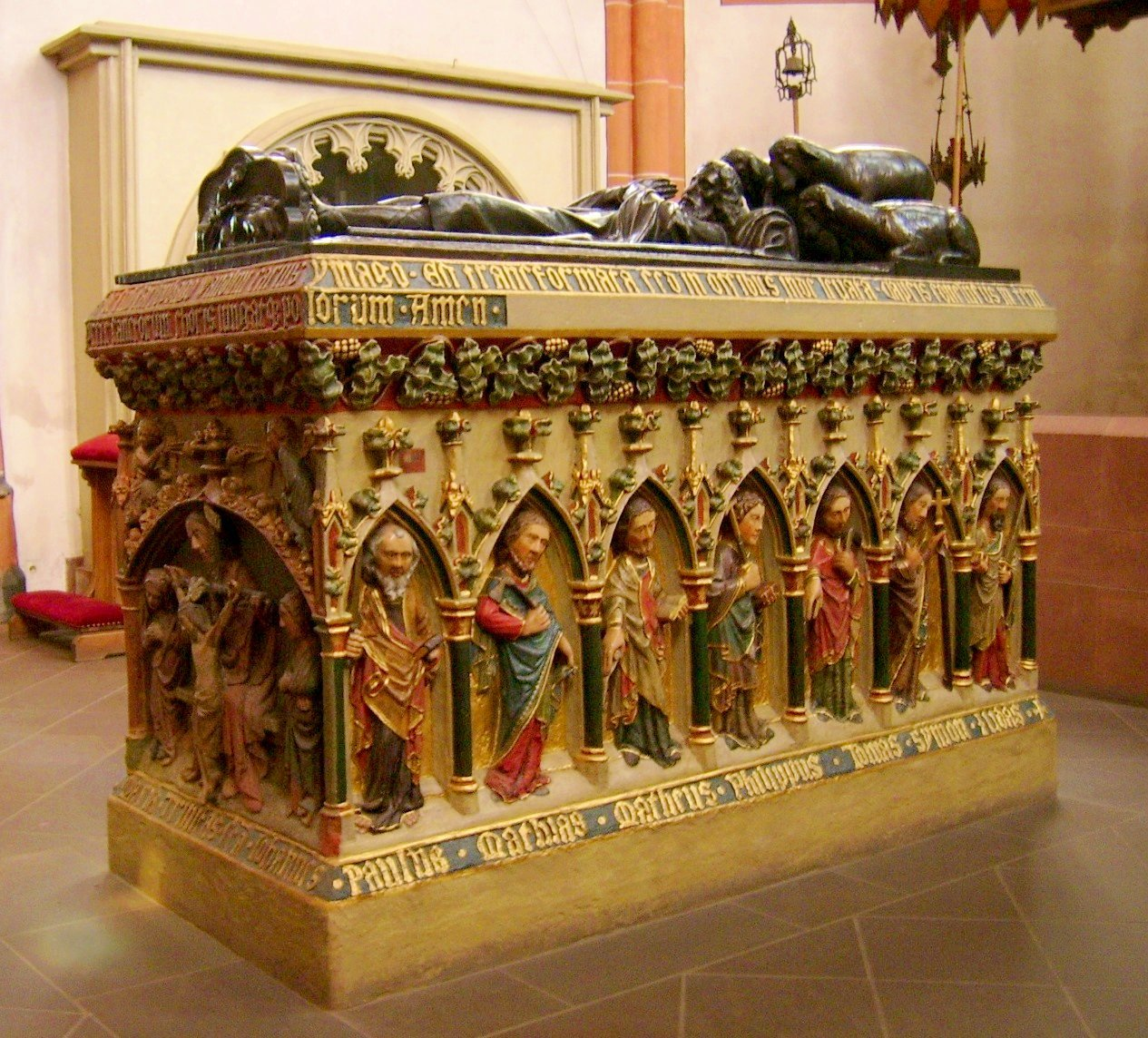
Tumba des Heiligen Wendelin

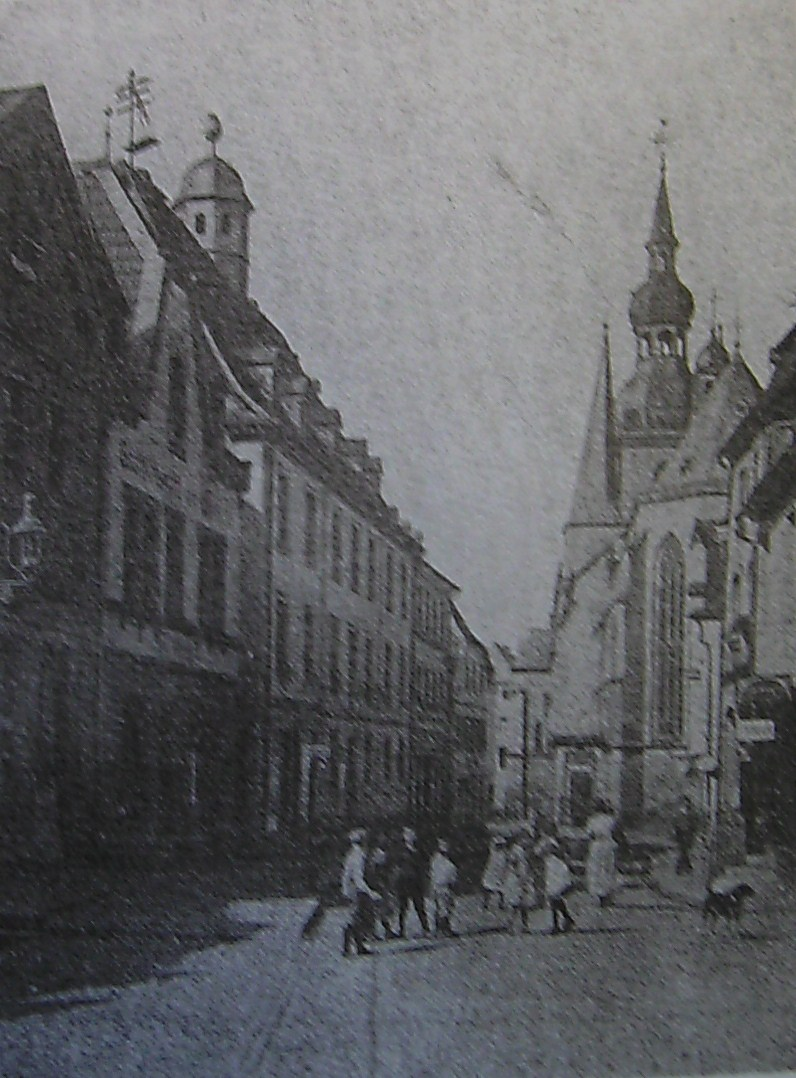
St. Wendeler Altstadt mit Basilika (im Hintergrund) und Magdalenenkapelle (links mit Türmchen) (Foto um 1910)

Als im Januar 1794 französische Revolutionstruppen St. Wendel besetzten, kam es im Umland zu starken Verwüstungen von Ländereien, die der Pfarrei St. Wendelin gehörten. Zum Ausgleich dieses finanziellen Schadens war die Pfarrei gezwungen, zu drastischen Maßnahmen zu greifen. Eine Altaristenstelle wurde zeitlich befristet und die Magdalenenkapelle um 1796 an die Stadt verkauft.  1802 wurde die Kapelle umgebaut und diente danach als Schulgebäude. Im gleichen Jahr wurde die noch in der Kapelle vorhandene Tumba in die Pfarrkirche (Wendalinusbasilika) verbracht, wo sie auch heute noch ihren Standort hat. Von 1817 bis 1823 wurde die Kapelle zum Sitz der Oberbürgermeisterei. Am 18. Oktober 1824 erfolgte hier die Eröffnung des von Herzog Ernst I. (Sachsen-Coburg und Gotha) gegründeten „Lyzeums“ (im Sinne einer weiterführenden Schule), welches als Ursprung des heutigen Gymnasiums Wendalinum gilt. Im Zusammenhang mit dem St.Wendeler Aufruhr von 1831/32 wurde dieses Lyzeum im August 1832 von der sachsen-coburgischen Regierung aber wieder aufgelöst und das Gebäude nunmehr als Kaserne verwendet. Als städtische Volksschule wurden einige Säle der Magdalenenkapelle bis Anfang des 20. Jahrhunderts weiterhin genutzt. Andere Bereiche des Gebäudes wurden zu Wohnungen umgebaut und von der Stadt vermietet.

## Neuere Zeit

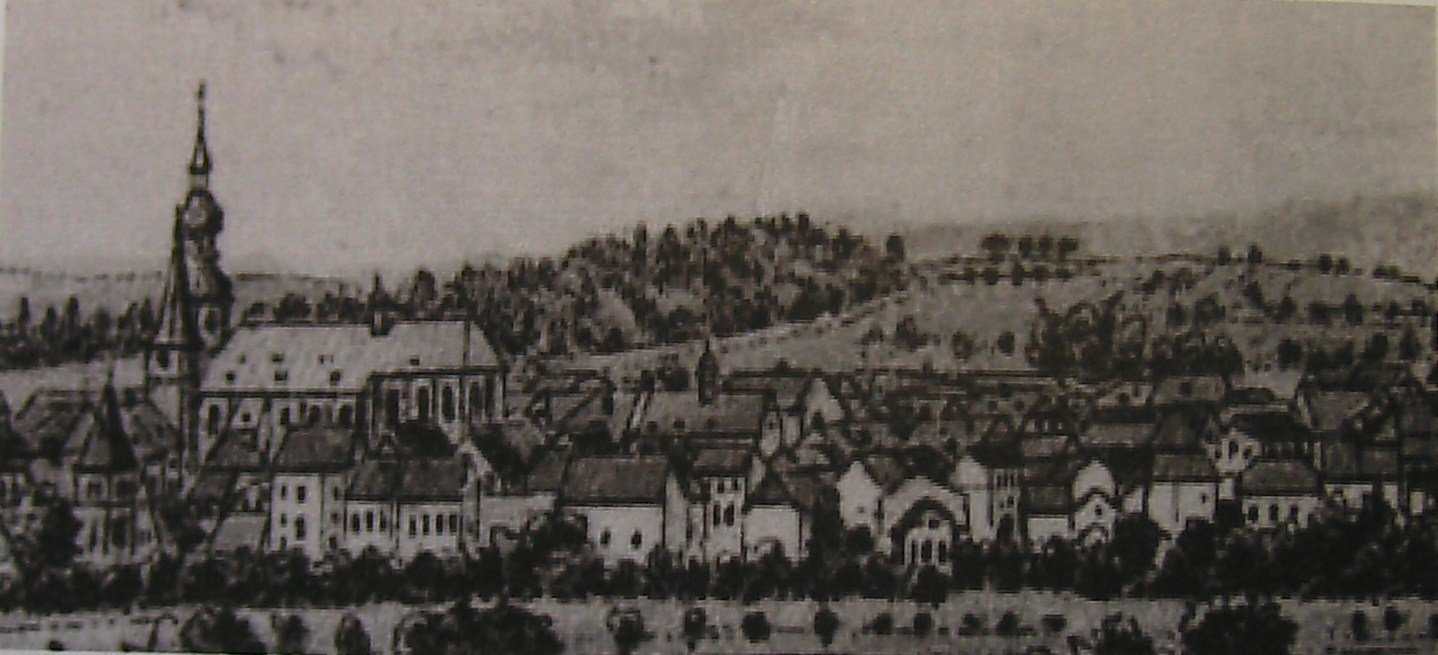
Stadtansicht St. Wendel (von Südosten). In etwa der Mitte: Magdalenenkapelle (mit Türmchen) (Lithografie, 1894)

Im Rahmen des Versailler Vertrags wurden auch die Strukturen der Finanzämter neu aufgebaut. Dies hatte zur Folge, dass auch die Stadt St. Wendel Sitz eines Finanzamtes wurde. Das Amt wurde 1921 in der Magdalenenkapelle untergebracht, wo es bis zum Jahr 1935 verblieb. Anfang 1935, nach der ersten Saarabstimmung, richteten die Nationalsozialisten in der Kapelle die Kreiszentrale der NSDAP ein, die dann von der städtischen Hitlerjugend ergänzt wurde. Damals wurde dementsprechend auch die Magdalenenkapelle im Volksmund „Braunes Haus“ genannt. Nach Kriegsende kehrte im März 1945 das Finanzamt wieder in die Kapelle zurück, wo es bis 1953 verblieb. 1950 wurde das Erdgeschoß der Magdalenenkapelle bis 1958 Standort der städtischen Bücherei. Auch die Besitzverhältnisse änderten sich; das Gebäude fiel wieder an die Pfarrei St. Wendalin zurück.

## Aktuelle Nutzung
In den 70er Jahren drohte der Kapelle der Zerfall. Das Gebäude, das unter Denkmalschutz steht, wurde nun von dem St. Wendeler Architekten Hanns Schönecker gekauft und von Grund auf saniert. In den oberen Etagen baute er es zu Wohneinheiten um, und für das Erdgeschoss sah er eine gewerbliche Nutzung vor. Den baulich authentischsten Bereich bildet die alte Krypta, die in ihrem ursprünglichen Baukörper erhalten ist. Der ehemalige Eingang zur Krypta ist wieder geöffnet und die gotischen Fensterrahmen sind wieder freigelegt. Die ehemalige Krypta wird aktuell als historischer Weinkeller genutzt. In dem Gebäude wohnte jahrzehntelang der Maler Adolf Bender.